# 王协 (东晋)
王协（？—？），字敬祖，琅邪临沂人，王导第四子，王悦、王恬、王洽的弟弟，王劭、王荟的哥哥。王协任晋元帝抚军参军，承袭父亲的爵位武冈侯，早年去世，没有儿子，以弟弟王劭的儿子王謐为嗣子。

## 延伸阅读
[在维基数据编辑]
 《晉書·卷065》，出自房玄齡《晉書》